# Deste
Deste (azerbajdzjanska: Dəstə) är en ort i Azerbajdzjan.   Den ligger i kommunen Ordubad Rayon och distriktet Nachitjevan, i den sydvästra delen av landet, 400 km väster om huvudstaden Baku. Deste ligger 696 meter över havet och antalet invånare är 4 282.
Terrängen runt Deste är kuperad åt nordost, men åt sydväst är den bergig. Närmaste större samhälle är Ordubad, 10,1 km öster om Deste. 
Trakten runt Deste består i huvudsak av gräsmarker. Runt Deste är det ganska glesbefolkat, med 27 invånare per kvadratkilometer.